# Llista de trios amb piano de Joseph Haydn
Aquesta llista dels trios amb piano escrits pel compositor del Classicisme Franz Joseph Haydn segueixen l'ordre cronològic de composició que els va assignar el musicòleg H. C. Robbins Landon i inclouen el número de catalogació atorgat per Anthony van Hoboken en el seu "Hoboken-Verzeichnis" (catàleg de les obres de Haydn segons Hoboken).
Els seus trios de joventut es consideren obres menors i no es toquen gaire sovint, a no ser en el cas d'enregistraments per a edicions completes. En canvi, els darrers, començant pels que estan datats de mitjans 1780s reflecteixen plenament la maduresa musical de l'autor i són molt admirats pels crítics.

## El paper dels instruments
En els trios amb piano de Haydn hi predomina la part de piano. El violí només hi toca la melodia en un cert percentatge del temps i molt sovint, quan ho fa, és doblat pel piano. La part de violoncel sovint està subordinada, molt sovint només doblant la línia de baix, la mà esquerra, del piano. Charles Rosen estudia aquesta asimetria i la defensa relacionant-la amb la sonoritat dels instruments del seu temps: el piano tenia una sonoritat feble i es beneficiava del reforçament tonal dels altres instruments.

## Opinions dels estudiosos
Aquest predomini del piano per sobre els altres instruments no significa pas que els darrers trios no siguin de gran qualitat. Charles Rosen els dedica un capítol del seu llibre The Classical Style, i afirma que aquestes obres, juntament amb els concerts per a piano de Mozart, són les obres pianístiques més brillants anteriors a Beethoven." Gretchen Wheelock els defineix com a "increïbles", i afegeix que "especialment els darrers són brillantment virtuosístics, explotant to l'espectre idiomàtic de l'instrument (és a dir, del piano). També es troben entre les seves obres més riques harmònicament de tots els gèneres que cultivà, sovint assolint tonalitats remotes a través de modulacions enharmòniques. Com a tals, posen a prova tant els intèrprets com els oients."

## Trios primerencs
- Trio Nr. 1 en fa major, Hob.XV:37 (1755-60)
- # Adagio
- # Allegro molto
- # Menuetto
- Trio Nr. 2 en do major, Hob.XV:C1 (1755-60)
- # Allegro moderato
- # Menuetto
- # Andante con variazioni
- Trio Nr. 3 en sol major, Hob.XIV:6 (1755-60)
- # Allegro
- # Adagio
- # Menuetto
- Trio Nr. 4 en fa major, Hob.XV:39 (1755-60)
- # Allegro
- # Andante
- # Allegro
- # Menuetto
- # Scherzo
- Trio Nr. 5 en re menor, Hob.XV:1 (1755-60)
- # Moderato
- # Menuet
- # Finale: Presto
- Trio Nr. 6 en fa major, Hob.XV:40 (1755-60)
- # Moderato
- # Menuet
- # Finale: Allegro molto
- Trio Nr. 7 en sol major, Hob.XV:41 (1755-60)
- # Allegro
- # Menuet
- # Adagio
- # Finale: Allegro
- Trio Nr. 8 en re major, Hob.XV:33 (perdut)
- Trio Nr. 9 en re major, Hob.XV:D1 (perdut)
- Trio Nr. 10 en la major, Hob.XV:35 (1755-60)
- # Capriccio: Allegretto
- # Menuet
- # Finale: Allegro
- Trio Nr. 11 en mi major, Hob.XV:34 (1755-60)
- # Allegro moderato
- # Minuet
- # Finale: Presto
- Trio Nr. 12 en mi bemoll major, Hob.XV:36 (1755-60)
- # Allegro moderato
- # Polonaise
- # Finale: Allegro molto
- Trio Nr. 13 en si bemoll major, Hob.XV:38 (1755-60)
- # Allegro moderato
- # Menuet
- # Finale: Presto
- Trio Nr. 14 en fa menor, Hob.XV:f1 (1755-60)
- # Allegro moderato
- # Minuet
- # Finale: Allegro
- Trio Nr. 15 en re major, Hob.deest (1755-60)
- # Allegro molto
- # Thema (Andante) con variazioni
- Trio Nr. 16 en do major, Hob.XIV:C1 (1755-60)
- # Adagio
- # Presto
- # Menuet
- # Finale (Presto)
- Trio Nr. 17 en fa major, Hob.XV:2 (1772)
- # (Allegro) moderato
- # Menuetto
- # Finale: Adagio con variazioni

## Trios tardans
- Trio Nr. 18 en sol major, Hob.XV:5 (1784)
- # Adagio non tanto
- # Allegro
- # Allegro
- Trio Nr. 19 en fa major, Hob.XV:6 (1784)
- # Vivace
- # Tempo di Menuetto
- Trio Nr. 20 en re major, Hob.XV:7 (1784)
- # Andante
- # Andante
- # Allegro assai
- Trio Nr. 21 en si bemoll major, Hob.XV:8 (1784)
- # Allegro moderato
- # Tempo di Minuetto
- Trio Nr. 22 en la major, Hob. XV:9 (1785)
- # Adagio
- # Vivace
- Trio Nr. 23 en mi bemoll major, Hob.XV:10 (1785)
- # Allegro moderato
- # Presto (assai)
- Trio Nr. 24 en mi bemoll major, Hob.XV:11 (1788)
- # Allegro moderato
- # Tempo di Menuetto
- Trio Nr. 25 en mi menor, Hob.XV:12 (1788)
- # Allegro moderato
- # Andante
- # Rondo: Presto
- Trio Nr. 26 en do menor, Hob.XV:13 (1789)
- # Andante
- # Allegro spiritoso
- Trio Nr. 27 en la bemoll major, Hob.XV:14 (1790)
- # Allegro moderato
- # Adagio
- # Rondo: Vivace
- Trio Nr. 28 en re major, Hob.XV:16 (1790)
- # Allegro
- # Andantino piú tosto Allegretto
- # Vivace assai
- Trio Nr. 29 en sol major, Hob.XV:15 (1790)
- # Allegro
- # Andante
- # Finale: Allegro moderato
- Trio Nr. 30 en fa major, Hob.XV:17 (1790)
- # Allegro
- # Finale: Tempo di Menuetto
- Trio Nr. 31 en sol major, Hob.XV:32 (1792)
- # Andante
- # Allegro

Tres trios (Hob. XV:18-20) dedicata a la princesa Maria Theresa, esposa del príncep Anton Esterházy:
- Trio Nr. 32 en la major, Hob:XV:18 (1793)
- # Allegro moderato
- # Andante
- # Allegro
- Trio Nr. 33 en sol menor, Hob.XV:19 (1793)
- # Andante-Presto
- # Adagio ma non troppo
- # Presto
- Trio Nr. 34 en si bemoll major, Hob.XV:20 (1794)
- # Allegro
- # Andante cantabile
- # Finale: Allegro

Tres trios (Hob. XV:21-23) dedicata a la princesa Maria Josepha, esposa del príncep Nicholas Esterházy:
- Trio Nr. 35 en do major, Hob.XV:21 (1794)
- # Adagio pastorale - Vivace assai
- # Molto Andante
- # Finale: Presto
- Trio Nr. 36 en mi bemoll major, Hob.XV:22 (1794)
- # Allegro moderato
- # Poco Adagio
- # Finale: Allegro
- Trio Nr. 37 en re menor, Hob.XV:23 (1794)
- # Molto Andante
- # Adagio ma non troppo
- # Finale: Vivace

Tres trios (Hob. XV:24-26) dedicats a Rebecca Schroeter:
- Trio Nr. 38 en re major, Hob.XV:24 (1795)
- # Allegro
- # Andante
- # Allegro ma dolce
- Trio Nr. 39 en sol major, Hob.XV:25 (1795) (anomenat "zíngar")
- # Andante
- # Poco Adagio
- # Finale: Rondo all'Ongarese: Presto
- Trio Nr. 40 en fa sostingut menor, Hob.XV:26 (1795)
- # Allegro
- # Adagio
- # Finale: Tempo di Minuetto
- Trio Nr. 41 en mi bemoll menor, Hob.XV:31 (1797)
- # Andante cantabile
- # Allegro
- Trio Nr. 42 en mi bemoll major, Hob.XV:30 (1797)
- # Allegro moderato
- # Andante con moto
- # Presto

Tres trios (Hob. XV:27-29) dedicats a Theresa Jansen 
- Trio Nr. 43 en do major, Hob.XV:27 (1797)
- # Allegro
- # Andante
- # Presto
- Trio Nr. 44 en mi major, Hob.XV:28 (1797)
- # Allegro moderato
- # Allegretto
- # Allegro
- Trio Nr. 45 en mi bemoll major, Hob.XV:29 (1797)
- # Poco Allegretto
- # Andantino et innocentemente
- # Finale: Allemande Presto assai